# Семпрония (сестра на Гракхите)
Вижте пояснителната страница за други личности с името Семпрония.
Семпрония (на латински: Sempronia; * 170 пр.н.е., Рим; † сл. 101 пр.н.е.) e благородничка, живяла в Римската република през 2 век пр.н.е.
Дъщеря е на Тиберий Семпроний Гракх Старши (консул 177 и 163 пр.н.е.) и Корнелия Африканска, втората дъщеря на Сципион Африкански и Емилия Паула. Сестра е на видните Тиберий Гракх († 133 пр.н.е.) и Гай Гракх († 121 пр.н.е.) и съпруга на Сципион Емилиан († 129 пр.н.е.).
Семпрония се омъжва на 17 или 18 г. вероятно през 151 пр.н.е. за нейния осиновен от чичо ѝ Публий братовчед Публий Корнелий Сципион Емилиан Африкански, римски военачалник през третата пуническа война, завоевател и унищожител на Картаген – по рождение син на Луций Емилий Павел Македоник.